# Chalandray
Chalandray är en kommun i departementet Vienne i regionen Nouvelle-Aquitaine i västra Frankrike. Kommunen ligger i kantonen Vouillé som tillhör arrondissementet Poitiers. År 2022 hade Chalandray 794 invånare.

## Befolkningsutveckling
Antalet invånare i kommunen Chalandray
| Referens: INSEE |